# 張燕 (歌手)
張燕（1976年7月20日—），安徽淮南人。中國民歌歌手，主攻民族唱法，1999年起多年登台央視春節聯歡晚會。名曲包括《月亮女儿》、《欢天喜地》、《新世纪艳阳天》、《好消息》等，翻唱名曲包括2007年的《夜來香》（原唱李香蘭）。

## 早年經歷
1991年，考入安徽省艺术学校学习声乐。1994年，以专业第一成绩考入中国音乐学院，师从金铁霖。1998年入东方歌舞团任独唱演员。同年参加了中国政府在人民大会堂主办的“欢迎美国总统克林顿访华音乐会”的演出而初露头角。2005年5月共青團中央授“《为了山里的孩子》爱心大使”称号，去重庆、安徽等地义务演出。

## 參见
- 宋祖英
- 张也
- 祖海
- 谭晶
- 雷佳